# Landkreis Ludwigsburg
Der Landkreis Ludwigsburg ist eine Gebietskörperschaft in Baden-Württemberg. Er gehört zur Region Stuttgart im Regierungsbezirk Stuttgart. Sitz des Landkreises ist die ehemalige württembergische Residenzstadt Ludwigsburg, zugleich seine größte Stadt. Der Landkreis Ludwigsburg ist mit 535.374 Einwohnern (31. Dezember 2024) der Landkreis mit der siebthöchsten Einwohnerzahl Deutschlands.

## Geographie

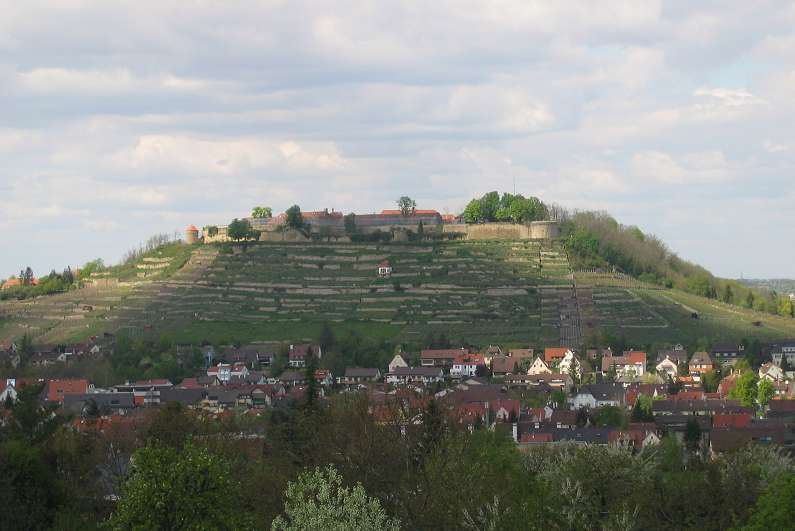
Der Hohenasperg

### Lage
Der Landkreis Ludwigsburg liegt größtenteils im Neckarbecken. Der Neckar fließt von Stuttgart im Süden her ins Kreisgebiet ein, durchquert es in vielen Schleifen und teilt es dabei in einen etwas größeren Westteil und einen kleineren Ostteil. Das westliche Kreisgebiet wird durch die Flusstäler der Enz und ihres Zuflusses Glems gegliedert. Nördlich der Enz erstreckt sich der Stromberg, zu beiden Seiten der Glems das Strohgäu. Von Stuttgart nach Norden laufend, bilden Kornwestheim, Ludwigsburg, Freiberg am Neckar und Bietigheim-Bissingen eine stark besiedelte Verdichtungsachse im und am Neckartal. Dieser Mittelteil des Kreisgebiets wird vom geschichtlich bedeutsamen Hohenasperg überblickt.
Der Ostteil des Landkreises umfasst das untere Murr- und einen Großteil des Bottwartals und hat im Norden noch Anteil an den Löwensteiner Bergen. Der höchste Punkt des Kreisgebietes mit 517,5 m ü. NHN liegt im nordöstlichen Zipfel einer Exklave, dem Oberstenfelder Teilort Prevorst. Mit 165,2 m ü. NHN wird der tiefste Punkt am Neckar auf der Gemarkung Gemmrigheim gemessen.

### Orte
Die Liste der Orte im Landkreis Ludwigsburg enthält die ungefähr 210 Orte (Städte, Dörfer, Weiler, Höfe und Wohnplätze) des Landkreises Ludwigsburg im geographischen Sinne.

### Nachbarkreise
Der Landkreis grenzt im Norden an den Landkreis Heilbronn, im Osten an den Rems-Murr-Kreis, im Südosten an den Stadtkreis Stuttgart, im Südwesten an den Landkreis Böblingen und im Westen an den Enzkreis. Außer dem letztgenannten, der Teil des Regierungsbezirks Karlsruhe ist, gehören alle ebenfalls zum Regierungsbezirk Stuttgart.

### Flächenaufteilung
Nach Daten des Statistischen Landesamtes, Stand 2015.

### Naturschutzgebiete

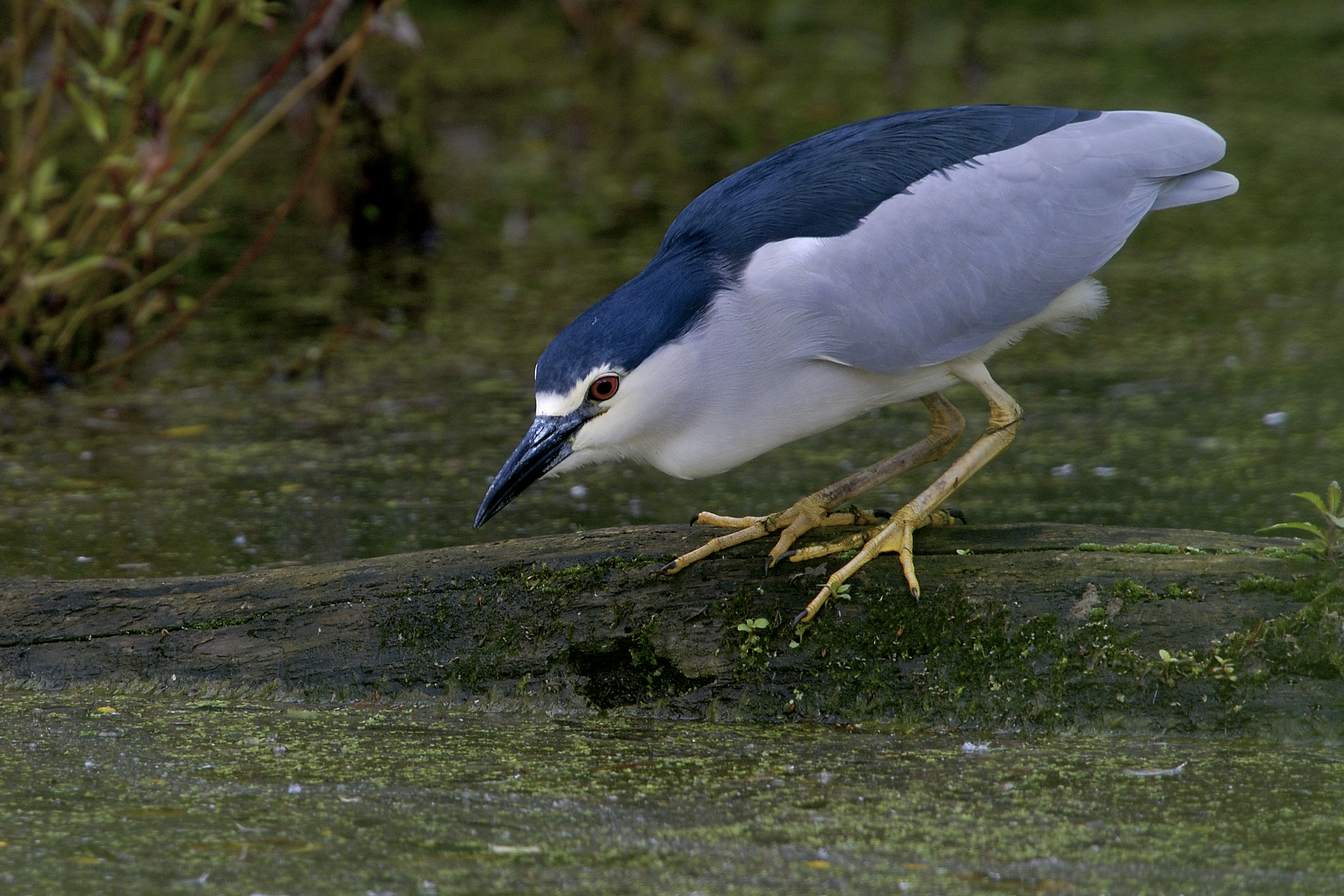
Nachtreiher im Naturschutzgebiet Pleidelsheimer Wiesental

Der Landkreis Ludwigsburg besitzt die nachfolgenden 20 Naturschutzgebiete. Nach der Schutzgebietsstatistik der Landesanstalt für Umwelt, Messungen und Naturschutz Baden-Württemberg (LUBW) stehen 646,40 Hektar der Kreisfläche unter Naturschutz, das sind 0,94 Prozent.
Oftmals erstrecken sich die Naturschutzgebiete über die Gemarkungen mehrerer Gemeinden. Teilweise auch über das Gebiet anderer Landkreise (Buchenbachtal, Gerlinger Heide, Greutterwald und Unteres Remstal). Die Verwaltung der Naturschutzgebiete im Regierungsbezirk Stuttgart ist Aufgabe des Regierungspräsidiums Stuttgart.
| Naturschutzgebiet               | Größe (in ha) | Kreisanteil (in ha) | Gemarkung                                            |
| ------------------------------- | ------------- | ------------------- | ---------------------------------------------------- |
| Altneckar                       | 37,2          | 37,2                | Pleidelsheim, Ingersheim und Freiberg am Neckar      |
| Buchenbachtal                   | 118,4         | 93,5                | Affalterbach, Burgstetten (Rems-Murr-Kreis)          |
| Enzaue bei Roßwag und Burghalde | 70,4          | 70,4                | Vaihingen an der Enz                                 |
| Favoritepark                    | 72,0          | 72,0                | Ludwigsburg                                          |
| Gerlinger Heide                 | 14,9          | 14,5                | Leonberg (Landkreis Böblingen), Gerlingen            |
| Greutterwald                    | 151,3         | 1,9                 | Stuttgart (Stadtkreis Stuttgart), Korntal-Münchingen |
| Großglattbacher Riedberg        | 0,8           | 0,8                 | Vaihingen an der Enz                                 |
| Hessigheimer Felsengärten       | 5,0           | 5,0                 | Hessigheim                                           |
| Heulerberg                      | 5,6           | 5,6                 | Vaihingen an der Enz                                 |
| Kirchheimer Wasen               | 17,6          | 17,6                | Kirchheim am Neckar                                  |
| Leudelsbachtal                  | 117,9         | 117,9               | Markgröningen, Bietigheim-Bissingen                  |
| Neckarhalde                     | 28,1          | 28,1                | Besigheim, Hessigheim                                |
| Oberes Tal                      | 17,8          | 17,8                | Ingersheim                                           |
| Pleidelsheimer Wiesental        | 6,8           | 6,8                 | Pleidelsheim                                         |
| Roter Rain und Umgebung         | 8,6           | 8,6                 | Vaihingen an der Enz                                 |
| Sommerberg                      | 15,9          | 15,9                | Sachsenheim                                          |
| Unterer Berg                    | 14,8          | 14,8                | Sachsenheim                                          |
| Unterer See und Umgebung        | 61,5          | 61,5                | Sersheim, Vaihingen an der Enz                       |
| Unteres Remstal                 | 158,3         | 34,6                | Remseck am Neckar, Waiblingen (Rems-Murr-Kreis)      |
| Unteres Tal/Haldenrain          | 18,5          | 18,5                | Mundelsheim, Ingersheim                              |
| Insgesamt                       | 941,4         | 643,0               |                                                      |

## Geschichte
Ältestes Zeugnis menschlicher Präsenz im Kreisgebiet ist der 250.000 Jahre alte Schädel des Homo steinheimensis, der 1933 bei Steinheim an der Murr gefunden wurde. Ab der Jungsteinzeit lässt sich durch zahlreiche archäologische Funde eine kontinuierliche Besiedlung nachweisen. Der Hohenasperg war Sitz keltischer Fürsten, von deren Macht die reich ausgestatteten Gräber am Kleinaspergle und in Hochdorf an der Enz künden.
Ab 85 nach Chr. eroberten die Römer das Land und hinterließen ihre Spuren u. a. mit den Kastellen von Walheim und Benningen. Im 3. Jahrhundert erfolgte die Landnahme der Alamannen. Nach deren Unterwerfung durch die Franken verlief die fränkisch-schwäbische Stammesgrenze durch das heutige Kreisgebiet, etwa entlang einer Linie von der Glems über den Hohenasperg zum Lemberg bei Affalterbach.

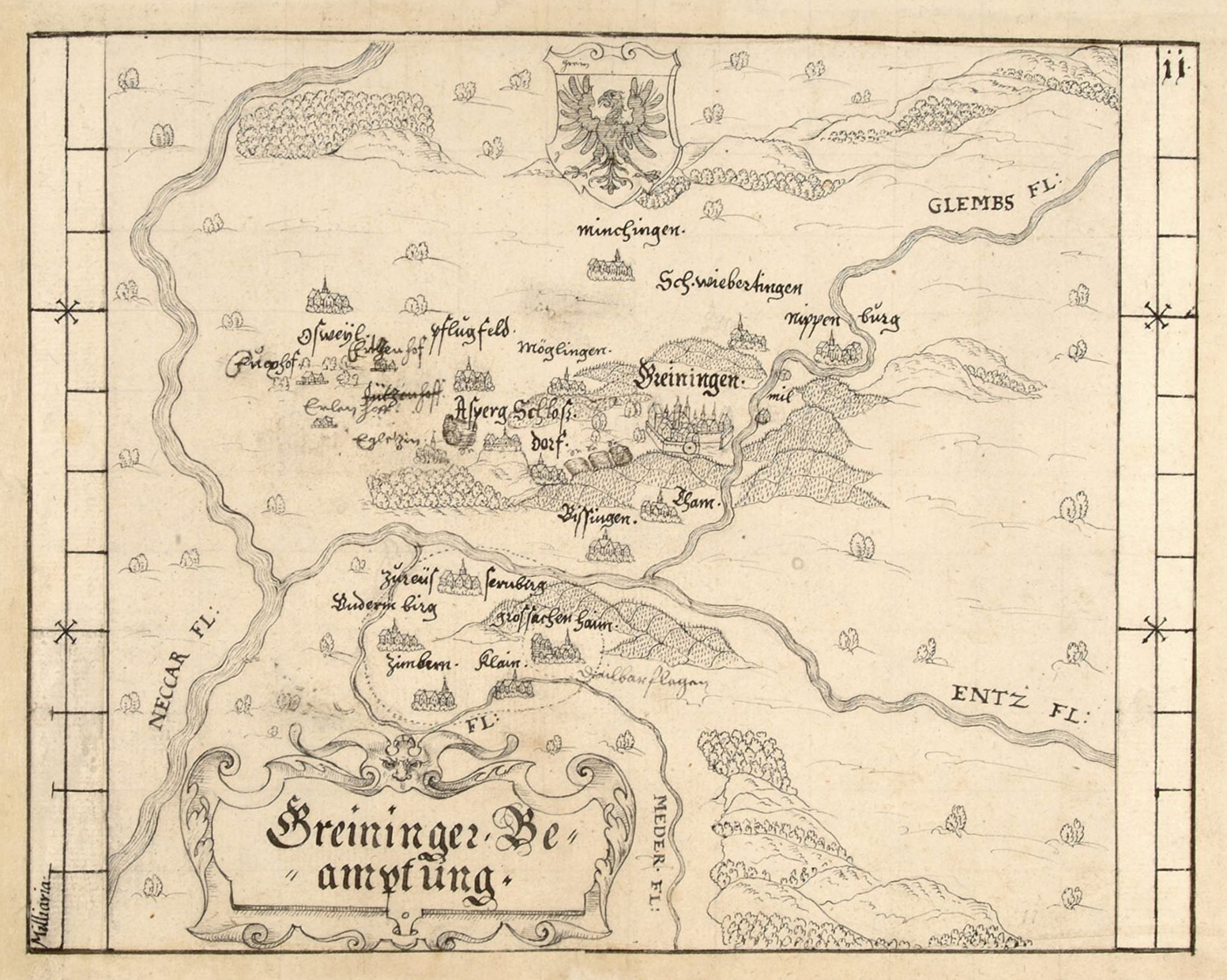
Gröninger Amtsgebiet um 1605

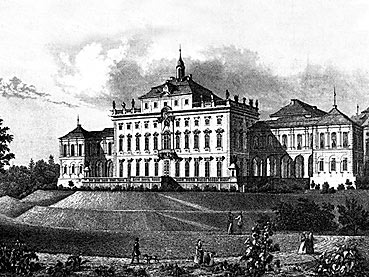
Das Residenzschloss um 1705

Im 14. Jahrhundert begannen die Grafen von Württemberg, mehr und mehr Teile der Region an sich zu ziehen, zunächst im Süden und Osten. So erwarben sie 1302 Marbach, 1308 die Grafschaft Asperg mit dem Glemsgau, 1322 die Herrschaft Wolfsölden und 1336 die vormalige Reichsstadt Grüningen, heute Markgröningen. Mit dem Erwerb der Herrschaft Lichtenberg 1357 setzten sie sich im Bottwartal fest, 1360 beerbten sie die Grafen von Vaihingen im Enzgau, 1561 gelangte die Herrschaft Sachsenheim in ihre Hand, 1564 das Kloster Mariental samt dem reichsunmittelbaren Marktort Steinheim an der Murr. Als die nunmehrigen Herzöge 1595 den badischen Markgrafen die Herrschaft Besigheim abkauften, war mit Ausnahme Bönnigheims und einzelner ritterschaftlicher Dörfer das gesamte heutige Kreisgebiet in ihrer Hand.
Im 17. Jahrhundert hatte die Region schwer unter Kriegen zu leiden. Der Dreißigjährige Krieg dezimierte die Bevölkerung. Wiederholte Einfälle französischer Truppen im Zuge der Erbfolgekriege zwischen 1688 und 1707 sorgten für weitere Verwüstungen und wirtschaftliche Schäden.
Ein bedeutender Einschnitt war die Errichtung von Schloss und Stadt Ludwigsburg ab 1704. Ludwigsburg wuchs zum neuen Mittelpunkt der Region heran, auf Kosten von Markgröningen und Marbach, die ihre zentralörtlichen Funktionen mehr und mehr einbüßten. Zur Keimzelle des heutigen Landkreises sollte das 1718 auf Markgröninger Amtsgebiet eingerichtete Oberamt Ludwigsburg werden. 1805 gewann Württemberg die Hoheit über die letzten verbliebenen reichsritterschaftlichen Gebiete; von nun an gehörte das gesamte heutige Kreisgebiet zum 1806 errichteten Königreich Württemberg und teilte dessen Geschicke.
Im heutigen Kreisgebiet bestanden ganz oder teilweise die Ämter und ab 1758 meist Oberämter Brackenheim, Sachsenheim, Besigheim, Bietigheim, Marbach, Waiblingen, Ludwigsburg, Asperg, Gröningen, Leonberg, Vaihingen und Maulbronn. Die Oberämter wurden 1806 und wieder 1810 neu eingeteilt, einige dabei aufgelöst. Nachdem 1816 eine Petition an den neuen König Wilhelm gescheitert war, musste Markgröningen den nahezu hundertjährigen Widerstand gegen die Neugliederung endgültig einstellen.
1938 wurde das Oberamt zum „Kreis Ludwigsburg“ und dabei um den Großteil der Oberämter Besigheim und Marbach sowie um einzelne Gemeinden der neuen Kreise Waiblingen und Vaihingen erweitert. Zum „Kreis Vaihingen“ kamen das Oberamt Maulbronn sowie einige Gemeinden des Oberamts Brackenheim.
Bei der Kreisreform wurde der Landkreis Ludwigsburg am 1. Januar 1973 neu gebildet, dabei um etwa die Hälfte des Landkreises Vaihingen (die andere Hälfte kam zum Enzkreis) sowie um einige Gemeinden des Landkreises Leonberg und um die Gemeinde Affalterbach des Landkreises Backnang auf seinen heutigen Umfang vergrößert.
Zuvor wurde am 1. Januar 1972 die Gemeinde Gronau des Landkreises Heilbronn aufgenommen und in die Gemeinde Oberstenfeld eingegliedert. Am 1. Juli 1972 kam Rielingshausen aus dem Landkreis Backnang hinzu und wurde in die Stadt Marbach am Neckar eingemeindet.
Nach Abschluss der Gemeindereform umfasst der Landkreis Ludwigsburg noch 39 Gemeinden, darunter 18 Städte und hiervon wiederum sechs Große Kreisstädte (Bietigheim-Bissingen, Ditzingen, Kornwestheim, Ludwigsburg, Remseck am Neckar und Vaihingen an der Enz). Mit Abstand einwohnerreichste Stadt und Gemeinde des Kreises ist Ludwigsburg, kleinste Gemeinde nach Einwohnerzahl ist Hessigheim, flächengrößte Stadt und Gemeinde ist Vaihingen, flächenkleinste Gemeinde ist Freudental (Stand: 31. Dezember 2013).

## Bevölkerung

### Einwohnerentwicklung

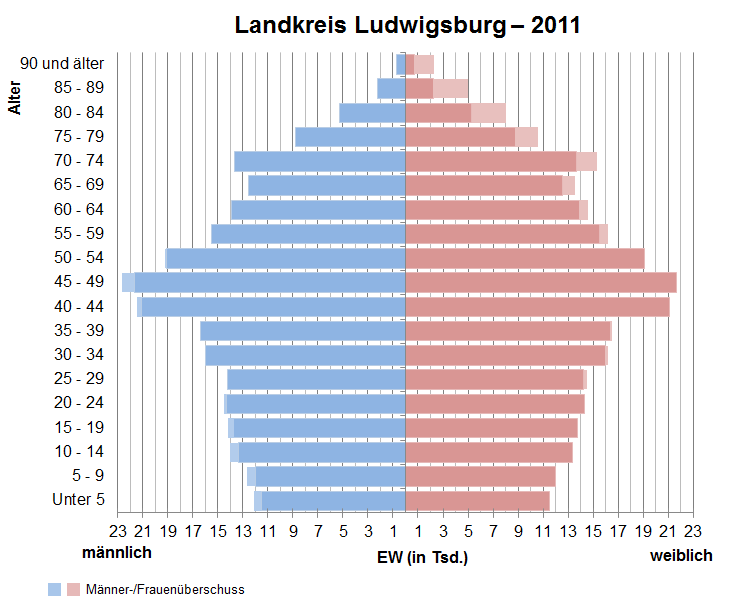
Bevölkerungspyramide für den Kreis Ludwigsburg (Datenquelle: Zensus 2011.)

Die Einwohnerzahlen sind Volkszählungsergebnisse (¹) oder amtliche Fortschreibungen des Statistischen Landesamts Baden-Württemberg (nur Hauptwohnsitze).
| Datum | Einwohner |
| ----- | --------- |
| 1973  | 426.897   |
| 1975  | 423.805   |
| 1980  | 435.649   |
| 1985  | 434.254   |
| 1987¹ | 442.389   |
| 1990  | 465.429   |

| Datum | Einwohner |
| ----- | --------- |
| 1995  | 485.831   |
| 2000  | 497.764   |
| 2005  | 513.317   |
| 2010  | 517.985   |
| 2015  | 534.074   |
| 2020  | 544.971   |

Alle 31. Dezember, außer 1987 (Volkszählung, Stichtag 25. Mai)
Mit einem Bevölkerungszuwachs um 20.200 Einwohner von Ende 2000 bis Ende 2010 war der Landkreis Ludwigsburg der Landkreis mit dem größten Gewinn an Einwohnern in ganz Baden-Württemberg.

### Konfessionsstatistik
Laut der Volkszählung 2011 waren 40,0 % (203.717) der Einwohner evangelisch, 22,4 % (114.439) römisch-katholisch und 37,6 % waren konfessionslos, gehörten einer anderen Religionsgemeinschaft an oder machten keine Angabe. Der Anteil der evangelische und katholische Kirchenmitglieder an der Gesamtbevölkerung im Kreis Ludwigsburg ist seitdem jährlich um 1 Prozentpunkt gesunken. Gemäß dem Zensus 2022 waren 31,2 % der Einwohner evangelisch, 18,8 % katholisch, und 50,0 % waren konfessionslos, gehörten einer anderen Glaubensgemeinschaft an oder machten keine Angabe.
Laut kirchliche Statistik der Diözese Rottenburg-Stuttgart hat sich die Anzahl der Katholiken im Kreis im Jahr 2023 mit 3153 Personen (oder 0,6 % der Gesamtbevölkerung) verringert und im Jahr 2024 mit 2738 Personen.

## Politik

### Kreistag
Der Kreistag wird von den Wahlberechtigten auf fünf Jahre gewählt und hat mindestens 88 Mitglieder. Die zusätzlichen Mandate sind Ausgleichsmandate nach § 22 Abs. 6 Landkreisordnung. Die Wahl des Kreistags am 9. Juni 2024 ergab bei einer Wahlbeteiligung von 62,8 % folgende Sitzverteilung:
| Insgesamt 105 Sitze - Linke: 3 - SPD: 14 - Grüne: 16 - Vielfalt: 1 - FDP: 7 - FW: 26 - CDU: 25 - AfD: 13 Kreistagswahl 2024Wahlbeteiligung: 62,80 % 3020100 23,40 %23,70 %16,30 %13,00 %7,20 %3,20 %11,80 %1,1 %0,3 % FWCDUGrüneSPDFDPLinkeAfDVielfaltSonst.Gewinne und Verlusteim Vergleich zu 2019 %p 10 8 6 4 2 0 −2 −4 −6−1,33 %p−0,30 %p−5,04 %p−1,41 %p−1,20 %p−1,04 %p+8,92 %p+1,1 %p+0,3 %pFWCDUGrüneSPDFDPLinkeAfDVielfaltSonst. \| Parteien und Wählergemeinschaften \| Parteien und Wählergemeinschaften \| 2024[13] \| 2024[13] \| 2019[14] \| 2019[14] \| 2014[15] \| 2014[15] \| 2009[16][17] \| 2009[16][17] \| 2004 \| 2004 \| 1999 \| 1999 \| 1994 \| 1994 \| 1989 \| 1989 \| \| Parteien und Wählergemeinschaften \| Parteien und Wählergemeinschaften \| % \| Sitze \| % \| Sitze \| % \| Sitze \| % \| Sitze \| % \| Sitze \| % \| Sitze \| % \| Sitze \| % \| Sitze \| \| --------------------------------- \| ------------------------------------------- \| -------- \| -------- \| -------- \| -------- \| -------- \| -------- \| ------------ \| ------------ \| ------ \| ------ \| ------ \| ------ \| ------ \| ------ \| ------ \| ------ \| \| CDU \| Christlich Demokratische Union Deutschlands \| 23,7 \| 25 \| 24,00 \| 26 \| 30,61 \| 32 \| 28,54 \| 29 \| 32,8 \| 35 \| 37,0 \| 39 \| 32,3 \| 35 \| 33,6 \| 41 \| \| SPD \| Sozialdemokratische Partei Deutschlands \| 13,0 \| 14 \| 14,41 \| 16 \| 18,04 \| 18 \| 18,52 \| 18 \| 19,7 \| 19 \| 21,2 \| 21 \| 22,4 \| 24 \| 24,0 \| 30 \| \| GRÜNE \| Bündnis 90/Die Grünen \| 16,3 \| 16 \| 21,34 \| 21 \| 15,72 \| 16 \| 14,14 \| 13 \| 12,1 \| 11 \| 9,4 \| 9 \| 13,9 \| 14 \| 13,0 \| 15 \| \| FDP \| Freie Demokratische Partei \| 7,2 \| 7 \| 8,40 \| 8 \| 5,95 \| 6 \| 9,53 \| 9 \| 6,3 \| 6 \| 5,1 \| 4 \| 5,9 \| 6 \| 7,8 \| 9 \| \| LINKE \| Die Linke \| 3,2 \| 3 \| 4,24 \| 4 \| 3,88 \| 4 \| 2,93 \| 2 \| – \| – \| – \| – \| – \| – \| – \| – \| \| REP \| Die Republikaner \| – \| – \| – \| – \| 1,50 \| 1 \| 2,02 \| 1 \| 3,3 \| 3 \| 4,5 \| 4 \| 5,0 \| 4 \| 4,3 \| 3 \| \| AfD \| Alternative für Deutschland \| 11,8 \| 13 \| 2,88 \| 3 \| – \| – \| – \| – \| – \| – \| – \| – \| – \| – \| – \| – \| \| FW \| Freie Wählervereinigung KV Ludwigsburg \| 23,4 \| 26 \| 24,73 \| 27 \| 24,31 \| 26 \| 23,76 \| 26 \| – \| – \| – \| – \| – \| – \| – \| – \| \| Vielfalt \| Bündnis für Vielfalt \| 1,1 \| 1 \| – \| – \| – \| – \| – \| – \| – \| – \| – \| – \| – \| – \| – \| – \| \| WG* \| Wählervereinigungen \| – \| – \| – \| – \| – \| – \| – \| – \| 23,9 \| 25 \| 22,8 \| 21 \| 19,3 \| 20 \| 17,3 \| 22 \| \| Sonst. \| Sonstige \| 0,3 \| – \| – \| – \| – \| – \| – \| – \| 1,4 \| 1 \| – \| – \| 1,2 \| 0 \| – \| – \| \| Gesamt \| Gesamt \| 100 \| 105 \| 100 \| 105 \| 100 \| 103 \| 100 \| 98 \| 100 \| 100 \| 100 \| 98 \| 100 \| 103 \| 100 \| 120 \| \| Wahlbeteiligung \| Wahlbeteiligung \| 62,8 % \| 62,8 % \| 60,1 % \| 60,1 % \| 50,1 % \| 50,1 % \| 52,2 % \| 52,2 % \| 52,8 % \| 52,8 % \| 53,1 % \| 53,1 % \| 68,3 % \| 68,3 % \| 61,2 % \| 61,2 % \| |                                             |        |        |        |        |        |        |        |        |        |        |        |        |        |        |        |        |
| Parteien und Wählergemeinschaften | Parteien und Wählergemeinschaften           | 2024   | 2024   | 2019   | 2019   | 2014   | 2014   | 2009   | 2009   | 2004   | 2004   | 1999   | 1999   | 1994   | 1994   | 1989   | 1989   |
| Parteien und Wählergemeinschaften | Parteien und Wählergemeinschaften           | %      | Sitze  | %      | Sitze  | %      | Sitze  | %      | Sitze  | %      | Sitze  | %      | Sitze  | %      | Sitze  | %      | Sitze  |
| CDU | Christlich Demokratische Union Deutschlands | 23,7   | 25     | 24,00  | 26     | 30,61  | 32     | 28,54  | 29     | 32,8   | 35     | 37,0   | 39     | 32,3   | 35     | 33,6   | 41     |
| SPD | Sozialdemokratische Partei Deutschlands     | 13,0   | 14     | 14,41  | 16     | 18,04  | 18     | 18,52  | 18     | 19,7   | 19     | 21,2   | 21     | 22,4   | 24     | 24,0   | 30     |
| GRÜNE | Bündnis 90/Die Grünen                       | 16,3   | 16     | 21,34  | 21     | 15,72  | 16     | 14,14  | 13     | 12,1   | 11     | 9,4    | 9      | 13,9   | 14     | 13,0   | 15     |
| FDP | Freie Demokratische Partei                  | 7,2    | 7      | 8,40   | 8      | 5,95   | 6      | 9,53   | 9      | 6,3    | 6      | 5,1    | 4      | 5,9    | 6      | 7,8    | 9      |
| LINKE | Die Linke                                   | 3,2    | 3      | 4,24   | 4      | 3,88   | 4      | 2,93   | 2      | –      | –      | –      | –      | –      | –      | –      | –      |
| REP | Die Republikaner                            | –      | –      | –      | –      | 1,50   | 1      | 2,02   | 1      | 3,3    | 3      | 4,5    | 4      | 5,0    | 4      | 4,3    | 3      |
| AfD | Alternative für Deutschland                 | 11,8   | 13     | 2,88   | 3      | –      | –      | –      | –      | –      | –      | –      | –      | –      | –      | –      | –      |
| FW | Freie Wählervereinigung KV Ludwigsburg      | 23,4   | 26     | 24,73  | 27     | 24,31  | 26     | 23,76  | 26     | –      | –      | –      | –      | –      | –      | –      | –      |
| Vielfalt | Bündnis für Vielfalt                        | 1,1    | 1      | –      | –      | –      | –      | –      | –      | –      | –      | –      | –      | –      | –      | –      | –      |
| WG* | Wählervereinigungen                         | –      | –      | –      | –      | –      | –      | –      | –      | 23,9   | 25     | 22,8   | 21     | 19,3   | 20     | 17,3   | 22     |
| Sonst. | Sonstige                                    | 0,3    | –      | –      | –      | –      | –      | –      | –      | 1,4    | 1      | –      | –      | 1,2    | 0      | –      | –      |
| Gesamt | Gesamt                                      | 100    | 105    | 100    | 105    | 100    | 103    | 100    | 98     | 100    | 100    | 100    | 98     | 100    | 103    | 100    | 120    |
| Wahlbeteiligung | Wahlbeteiligung                             | 62,8 % | 62,8 % | 60,1 % | 60,1 % | 50,1 % | 50,1 % | 52,2 % | 52,2 % | 52,8 % | 52,8 % | 53,1 % | 53,1 % | 68,3 % | 68,3 % | 61,2 % | 61,2 % |

* WG = Wählervereinigungen, da sich die Ergebnisse von 1989 bis 2004 nicht auf einzelne Wählergruppen aufschlüsseln lassen.

### Landrat
Der Kreistag wählt den Landrat für eine Amtszeit von acht Jahren. Der Landrat ist gesetzlicher Vertreter und Repräsentant des Landkreises sowie Vorsitzender des Kreistags und seiner Ausschüsse. Er leitet das Landratsamt und ist Beamter des Kreises. Zu seinem Aufgabengebiet zählen die Vorbereitung der Kreistagssitzungen sowie seiner Ausschüsse. Er beruft Sitzungen ein, leitet diese und vollzieht die dort gefassten Beschlüsse. In den Gremien hat er kein Stimmrecht. Sein Stellvertreter ist der Erste Landesbeamte.
Die Landräte des Landkreises Ludwigsburg ab 1938:
- 1938–1945: Hermann Thierfelder
- 1945–1947: Hellmuth Jäger
- 1948–1960: Hermann Ebner
- 1961–1967: Karl Stolz
- 1967–1996: Ulrich Hartmann
- 1996–2020: Rainer Haas
- ab 2020: Dietmar Allgaier

Die Landräte des ehemaligen Landkreises Vaihingen von 1945 bis 1972 sind unter Landkreis Vaihingen dargestellt.
Die Oberamtmänner des ehemaligen Oberamts sind unter Oberamt Ludwigsburg dargestellt.

### Wappen

Württemberger Hirschstangen

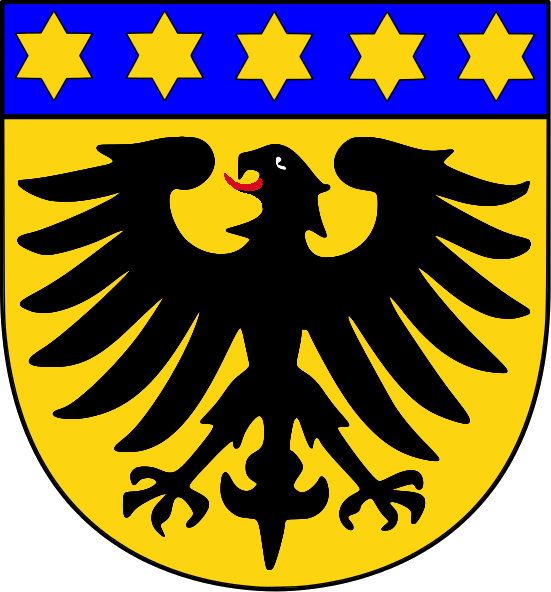
Markgröninger Stadtwappen

Wappen des Landkreises

Das Wappen des Landkreises Ludwigsburg zeigt in Gold unter einer liegenden schwarzen Hirschstange einen rot bewehrten und rot bezungten schwarzen Adler. Das Wappen wurde am 28. Januar 1939 angenommen und nach der Kreisreform 1973 am 30. August 1974 neu verliehen.
Die Hirschstange steht für das Herzogtum Württemberg, dessen Herzöge die Stadt Ludwigsburg gründeten und nahezu das ganze heutige Kreisgebiet schon sehr früh beherrschten. Der Adler steht für die bis 1336 freie Reichsstadt Grüningen, heute Markgröningen, welche Hüterin der Reichssturmfahne und Ludwigsburgs Vorgängerin als württembergische Oberamtsstadt war. Die Reichssturmfahne mit dem Adler bildet auch das Wappen der Kreisstadt.

### Kreispartnerschaften
Der Landkreis Ludwigsburg unterhält seit 1983 mit der Region Oberes Galiläa in Israel eine Partnerschaft. Seit 1990 wird eine Kreispartnerschaft mit dem Landkreis Chemnitzer Land in Sachsen und mit der Stadt Yichang in China und seit 1992 mit dem Komitat Pest in Ungarn gepflegt. Seit 2002 bestehen auch Verbindungen zur Provinz Bergamo in Italien, welche 2005 durch einen Kooperationsvertrag gefestigt wurden.

## Wirtschaft und Infrastruktur
Der Landkreis Ludwigsburg bietet rund 170 000 Arbeitsplätze. Die Arbeitslosigkeit ist mit 3,1 % (Stand: November 2017) weitaus geringer als im Bundesgebiet. Rund 37 % der sozialversicherungspflichtig beschäftigten Arbeitnehmer sind im verarbeitenden Gewerbe beschäftigt, in Handel, Gastgewerbe und Verkehr sind rund 24 % und mit sonstigen Dienstleistungen rund 39 % beschäftigt. In Landwirtschaft und Forstwirtschaft arbeitet nur noch (aufgerundet) ein Prozent aller Beschäftigten, wobei in zwei Dritteln der Gemeinden Weinbau betrieben wird. Die Schwerpunktindustrie in Ludwigsburg ist der Fahrzeugbau, die Metallverarbeitung und die Kunststoffverarbeitung. Der Dienstleistungssektor ist ein schon seit Jahren wachsender Bereich. Der Landkreis Ludwigsburg gehört zu den erfolgreichsten Wirtschaftsstandorten in Deutschland. Im Zukunftsatlas 2016 belegte der Landkreis Ludwigsburg Platz 12 von 402 Landkreisen, Kommunalverbänden und kreisfreien Städten in Deutschland und zählt damit zu den Regionen mit „sehr hohen Zukunftschancen“. In der Ausgabe von 2019 lag er auf Platz 18 von 401.

### Straßenverkehr
Durch das Kreisgebiet führt die A 81 Stuttgart–Heilbronn–Würzburg. Ferner wird es durch Bundes-, Landes- und Kreisstraßen erschlossen. Die wichtigsten sind die B 10 Stuttgart–Pforzheim und die B 27 Stuttgart–Ludwigsburg–Heilbronn.
In Umweltzonen ist der zentrale bis südliche Teil des Landkreises eingebunden. Die Umweltzone Ludwigsburg und Umgebung besteht sein Anfang 2013 und die Umweltzone Leonberg/Hemmingen und Umgebung seit Dezember 2013 (Übersicht).

### Schienenverkehr

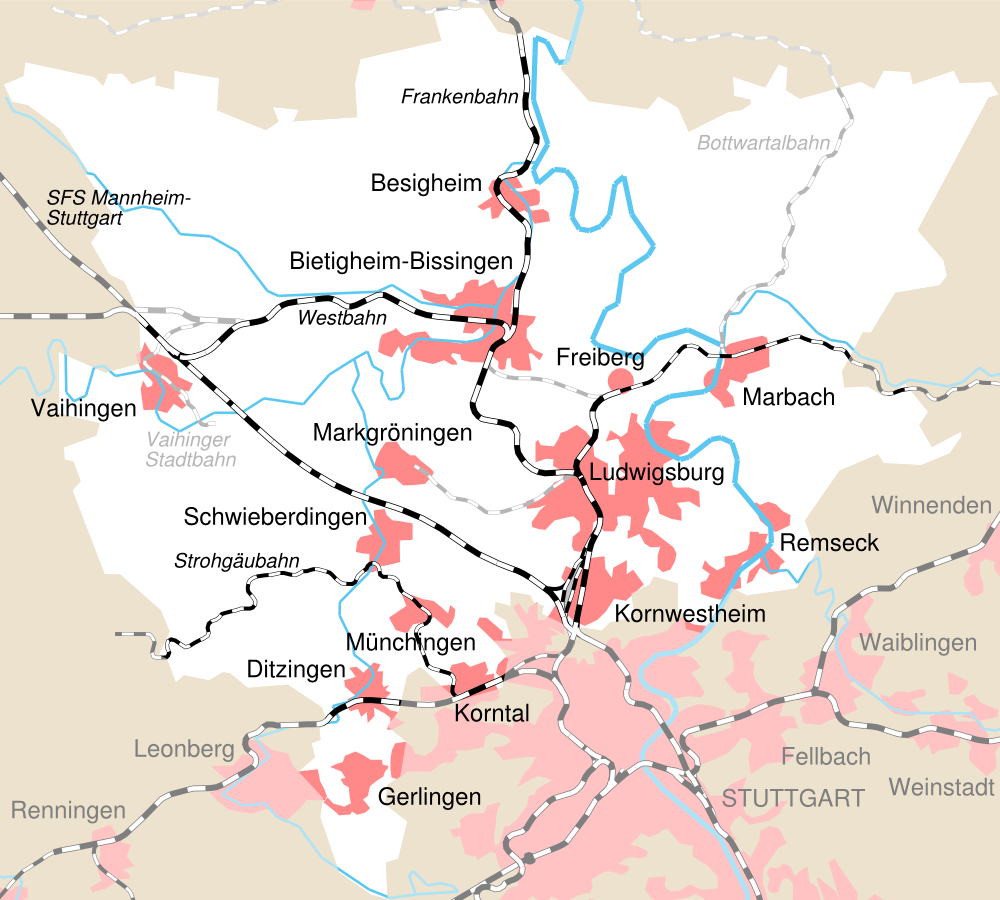
Bahnstreckennetz im Landkreis Ludwigsburg

Bahnstrecken, die das Kreisgebiet durchqueren, sind die Frankenbahn (Stuttgart–Würzburg), von der am Eisenbahnknotenpunkt Bietigheim-Bissingen die Bahnstrecke Richtung Mühlacker abzweigt, sowie die Bahnstrecke Backnang–Ludwigsburg und die Strohgäubahn. Teile der Bahnlinien werden vom Netz der S-Bahn Stuttgart benutzt. Die Linie S4 führt von Stuttgart über Ludwigsburg und Marbach am Neckar nach Backnang im Rems-Murr-Kreis. Die Linie S5 führt ebenfalls über Ludwigsburg nach Bietigheim-Bissingen. Das südwestliche Kreisgebiet wird von der Linie S6 Stuttgart–Weil der Stadt berührt. Ferner sind die Städte Gerlingen durch die Stadtbahnlinie U6 und Remseck am Neckar durch die Linie U12 mit Stuttgart-Mitte verbunden. Die sogenannte „Schusterbahn“ (R11) verbindet Kornwestheim mit Untertürkheim.
Quer durch den Landkreis führt auch die NBS Mannheim–Stuttgart. Einzige Haltestelle im Kreisgebiet ist Vaihingen an der Enz. Am Westrand von Kornwestheim liegt der 1918 bis 1920 entstandene Rangierbahnhof Kornwestheim, der zweitgrößte Rangierbahnhof Baden-Württembergs.
Die historische Entwicklung des Schienenverkehrs im Kreis begann mit der Nordbahn der Württembergischen Staatsbahn, die von Stuttgart 1846 bis Ludwigsburg und 1847 bis Bietigheim verlief. Hier teilte sich die Strecke und führte 1848 nach Heilbronn bzw. 1853 (als Westbahn) nach Mühlacker und Bruchsal weiter. Die Strecke der heutigen Linie S6 mit den Stationen Korntal und Ditzingen entstand 1868/69 im Zuge der Schwarzwaldbahn, die Bahnstrecke Backnang–Bietigheim 1879 bzw. 1881, als die Zweiglinie von Freiberg – damals Beihingen-Heutingsheim – nach Ludwigsburg eröffnet wurde. In Marbach schloss sich 1894 die schmalspurige Bottwartalbahn nach Beilstein und Heilbronn Süd an. 1896 entstand die Güterstrecke von Untertürkheim nach Kornwestheim zur Umgehung des Stuttgarter Hauptbahnhofs.
Die Oberamtsstadt Vaihingen erhielt 1904 durch die Württembergische Eisenbahn-Gesellschaft einen Bahnanschluss an ihre weit außerhalb liegende Hauptbahnstation. Umfangreiche Änderungen im Stadtbereich brachte 1990 die Eröffnung der Neubaustrecke Mannheim–Stuttgart der Deutschen Bundesbahn. Im Jahre 1906 nahmen die Württembergische Nebenbahnen die Strohgäubahn Korntal–Weissach in Betrieb. Die letzte Strecke der Württembergischen Staatsbahn im Kreis kam 1916 mit der Nebenbahn Ludwigsburg–Markgröningen hinzu.
Von dem einst 141 km langen Schienennetz sind 34 km für den Personenverkehr stillgelegt worden:
- 1958 Bietigheim–Heutingsheim 6 km
- 1966 Marbach–Oberstenfeld–Heilbronn Süd 13 km (Spur: 750 mm)
- 1975 Ludwigsburg–Markgröningen 8 km
- 2002 Vaihingen Nord–Vaihingen Stadt–Enzweihingen 7 km

Die heutigen Stadtbahnlinien entstanden 1926, als die Gemeinde Gerlingen durch die Städtische Straßenbahn Feuerbach eine Bahnverbindung mit Stuttgart erhielt, sowie 1999 durch den Anschluss Remsecks an das Stuttgarter Stadtbahnnetz.

### Radverkehr
Durch den Landkreis verlaufen einige Alltagsrouten aus dem Radnetz Baden-Württemberg:
- Von Heilbronn kommend über Besigheim, Bietigheim-Bissingen, Ludwigsburg und Kornwestheim Richtung Stuttgart
- Von Mühlacker kommend über Vaihingen/Enz nach Bietigheim-Bissingen
- Von Leonberg kommend über Ditzingen Richtung Stuttgart.

Überdies gibt es ein Radverkehrskonzept des Landkreises.
Durch den Landkreis verlaufen als Landes-Radfernwege:
- Der Neckartal-Radweg[24] verläuft von Villingen-Schwenningen nach Mannheim.
- Der Stromberg-Murrtal-Radweg führt von Karlsruhe nach Gaildorf und verbindet damit den Rheinradweg mit dem Kocher-Jagst-Radweg. Er kommt von Maulbronn her in den Landkreis und verläuft über Vaihingen an der Enz und Bietigheim-Bissingen nach Marbach. Ab dort verläuft er entlang der Murr Richtung Backnang.
- Der Württemberger Weinradweg[25] verläuft von Rottenburg am Neckar nach Niederstetten und führt dabei von Stuttgart (Stadtteil Mühlhausen) kommend am Neckar entlang bis Marbach und weiter an Murr und Bottwar über Oberstenfeld Richtung Beilstein und Lauffen am Neckar.
- Ein kurzer Abschnitt des Remstal-Radwegs[26] führt durch Remseck. Er führt ab Aalen (mit Anschluss an den Kocher-Jagst-Radweg) über Essingen, Schorndorf und Waiblingen zur Mündung der Rems in den Neckar in Remseck und von dort weiter durch Fellbach und Kernen im Remstal (Ortsteil Stetten) nach Weinstadt (Stadtteil Endersbach).

Der Landkreis Ludwigsburg ist Mitglied der AGFK (Arbeitsgemeinschaft Fahrrad- und Fußverkehrsfreundlicher Kommunen) in Baden-Württemberg.

### Kreiseinrichtungen
Der Landkreis Ludwigsburg ist Schulträger folgender Beruflichen Schulen: Gewerbliche und Kaufmännische Schule Bietigheim-Bissingen, Oscar-Walcker-Schule (Gewerbliche Schule) Ludwigsburg, Carl-Schaefer-Schule (Gewerbliche Schule) Ludwigsburg, Robert-Franck-Schule (Kaufmännische Schule) Ludwigsburg, Mathilde-Planck-Schule (Hauswirtschaftliche Schule) Ludwigsburg sowie Erich-Bracher-Schule (Kaufmännische Schule) Kornwestheim-Pattonville.
Ferner ist der Landkreis Träger der Sonderpädagogischen Bildungs- und Beratungszentren (SBBZ) mit dem Förderschwerpunkt geistige Entwicklung mit Schulkindergarten in Ludwigsburg (Schule am Favoritepark) und Steinheim an der Murr (Stadtteil Kleinbottwar – Paul-Aldinger-Schule), des SBBZ mit dem Förderschwerpunkt Sprache und des SBBZ für Schülerinnen und Schüler in längerer Krankenhausbehandlung mit Schulkindergarten mit dem Förderschwerpunkt Sprache in Ludwigsburg (Fröbelschule) und des Schulkindergartens mit dem Förderschwerpunkt körperlich-motorische Entwicklung Ludwigsburg-Hoheneck. Zusammen mit der Stadt Markgröningen ist der Landkreis Träger des Helene-Lange-Gymnasiums in Markgröningen mit musisch-künstlerischem Schwerpunkt und Ganztagsbetreuung.
Der Landkreis Ludwigsburg ist mit 75 % Gesellschafter (25 % liegen bei der Stadt Bietigheim-Bissingen) der Kliniken Ludwigsburg-Bietigheim gGmbH, welche die Krankenhäuser in Ludwigsburg, Bietigheim-Bissingen, Marbach am Neckar und Vaihingen an der Enz sowie die Klinik für geriatrische Rehabilitation Ludwigsburg betreibt. Die Kliniken in Ludwigsburg und Bietigheim-Bissingen sind akademische Lehrkrankenhäuser der Universität Heidelberg.
Der Landkreis ist alleiniger Träger der Kreissparkasse Ludwigsburg.

## Gemeinden
Vereinbarte Verwaltungsgemeinschaften und Gemeindeverwaltungsverbände
1. Gemeindeverwaltungsverband Besigheim mit Sitz in Besigheim; Mitgliedsgemeinden: Stadt Besigheim und Gemeinden Freudental, Gemmrigheim, Hessigheim, Löchgau, Mundelsheim und Walheim
2. Vereinbarte Verwaltungsgemeinschaft der Stadt Bietigheim-Bissingen mit der Stadt Tamm und der Gemeinde Ingersheim
3. Gemeindeverwaltungsverband Bönnigheim mit Sitz in Bönnigheim; Mitgliedsgemeinden: Stadt Bönnigheim und Gemeinden Erligheim und Kirchheim am Neckar
4. Vereinbarte Verwaltungsgemeinschaft der Stadt Freiberg am Neckar mit der Gemeinde Pleidelsheim
5. Gemeindeverwaltungsverband Marbach am Neckar mit Sitz in Marbach am Neckar; Mitgliedsgemeinden: Stadt Marbach am Neckar und Gemeinden Affalterbach, Benningen am Neckar und Erdmannhausen
6. Gemeindeverwaltungsverband Schwieberdingen-Hemmingen mit Sitz in Schwieberdingen; Mitgliedsgemeinden: Schwieberdingen und Hemmingen
7. Gemeindeverwaltungsverband Steinheim-Murr mit Sitz in Steinheim an der Murr; Mitgliedsgemeinden: Stadt Steinheim an der Murr und Gemeinde Murr
8. Vereinbarte Verwaltungsgemeinschaft der Stadt Vaihingen an der Enz mit der Stadt Oberriexingen und den Gemeinden Eberdingen und Sersheim

| Stadt                                  | Wappen | Fläche km² | Einwohner 31. Dezember 2024 | EW-Dichte EW je km² | Höhe über NN |
| -------------------------------------- | ------ | ---------- | --------------------------- | ------------------- | ------------ |
| Asperg                                 |        | 5,80       | 13.650                      | 2.353               | 270          |
| Besigheim                              |        | 16,83      | 12.267                      | 729                 | 202          |
| Bietigheim-Bissingen, Große Kreisstadt |        | 31,29      | 43.556                      | 1.392               | 211          |
| Bönnigheim                             |        | 20,14      | 8123                        | 403                 | 221          |
| Ditzingen, Große Kreisstadt            |        | 30,40      | 22.666                      | 746                 | 303          |
| Freiberg am Neckar                     |        | 13,14      | 15.520                      | 1.181               | 240          |
| Gerlingen                              |        | 17,54      | 18.392                      | 1.049               | 336          |
| Großbottwar                            |        | 25,51      | 8005                        | 314                 | 215          |
| Korntal-Münchingen                     |        | 20,71      | 19.654                      | 949                 | 304          |
| Kornwestheim, Große Kreisstadt         |        | 14,64      | 33.980                      | 2.321               | 297          |
| Ludwigsburg, Große Kreisstadt          |        | 43,33      | 92.858                      | 2.143               | 293          |
| Marbach am Neckar                      |        | 18,06      | 15.474                      | 857                 | 224          |
| Markgröningen                          |        | 28,16      | 14.138                      | 502                 | 281          |
| Oberriexingen                          |        | 8,17       | 3306                        | 405                 | 203          |
| Remseck am Neckar, Große Kreisstadt    |        | 22,82      | 26.188                      | 1.148               | 212          |
| Sachsenheim                            |        | 57,92      | 18.638                      | 322                 | 246          |
| Steinheim an der Murr                  |        | 23,19      | 11.908                      | 513                 | 200          |
| Tamm                                   |        | 8,78       | 12.305                      | 1.401               | 259          |
| Vaihingen an der Enz, Große Kreisstadt |        | 73,41      | 28.798                      | 392                 | 217          |

| Gemeinde            | Wappen | Fläche km² | Einwohner 31. Dezember 2024 | EW-Dichte EW je km² | Höhe über NN |
| ------------------- | ------ | ---------- | --------------------------- | ------------------- | ------------ |
| Affalterbach        |        | 10,15      | 4364                        | 430                 | 317          |
| Benningen am Neckar |        | 4,87       | 6323                        | 1.298               | 210          |
| Eberdingen          |        | 26,21      | 6800                        | 259                 | 272          |
| Erdmannhausen       |        | 8,71       | 5261                        | 604                 | 269          |
| Erligheim           |        | 6,19       | 3071                        | 496                 | 259          |
| Freudental          |        | 3,07       | 2502                        | 815                 | 284          |
| Gemmrigheim         |        | 8,23       | 4620                        | 561                 | 182          |
| Hemmingen           |        | 12,34      | 7901                        | 640                 | 327          |
| Hessigheim          |        | 5,03       | 2502                        | 497                 | 189          |
| Ingersheim          |        | 11,55      | 6223                        | 539                 | 254          |
| Kirchheim am Neckar |        | 8,53       | 6004                        | 704                 | 178          |
| Löchgau             |        | 10,95      | 5778                        | 528                 | 260          |
| Möglingen           |        | 9,93       | 10.784                      | 1.086               | 297          |
| Mundelsheim         |        | 10,20      | 3531                        | 346                 | 195          |
| Murr                |        | 7,80       | 6578                        | 843                 | 203          |
| Oberstenfeld        |        | 21,10      | 7537                        | 357                 | 246          |
| Pleidelsheim        |        | 10,18      | 6087                        | 598                 | 197          |
| Schwieberdingen     |        | 14,87      | 11.318                      | 761                 | 274          |
| Sersheim            |        | 11,48      | 5448                        | 475                 | 217          |
| Walheim             |        | 6,14       | 3316                        | 540                 | 183          |

## Gemeinden vor der Kreisreform

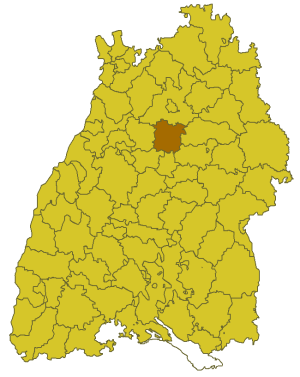
Landkreis Ludwigsburg vor der Kreisreform

Vor der Kreisreform 1973 bzw. vor der Gemeindereform gehörten zum (alten) Landkreis Ludwigsburg ab 1938 insgesamt 51 Gemeinden, darunter 11 Städte. Am 1. April 1942 wurde die Gemeinde Stammheim in die Stadt Stuttgart eingemeindet und am 1. Oktober 1953 die Gemeinde Untermberg in die Gemeinde Bissingen an der Enz. Dadurch minimierte sich die Zahl der Gemeinden auf 49.
Am 7. März 1968 stellte der Landtag von Baden-Württemberg die Weichen für eine Gemeindereform. Mit dem Gesetz zur Stärkung der Verwaltungskraft kleinerer Gemeinden war es möglich, dass sich kleinere Gemeinden freiwillig zu größeren Gemeinden vereinigen konnten. Den Anfang im Landkreis Ludwigsburg machte am 1. September 1971 die Gemeinde Ottmarsheim, die sich mit der Stadt Besigheim vereinigte. In der Folgezeit reduzierte sich die Zahl der Gemeinden stetig. Am 1. Januar 1972 wurde die Gemeinde Gronau in die Gemeinde Oberstenfeld eingegliedert und kam dadurch zum Landkreis Ludwigsburg. Alle verbliebenen Gemeinden des alten Landkreises Ludwigsburg gingen am 1. Januar 1973 im neuen vergrößerten Landkreis Ludwigsburg auf.
Die größte Gemeinde des alten Landkreises Ludwigsburg war die Kreisstadt Ludwigsburg, die seit dem 1. April 1956 Große Kreisstadt ist. Die kleinste Gemeinde war zuletzt Hofen.
Der alte Landkreis Ludwigsburg umfasste zuletzt eine Fläche von 424 km² und hatte bei der Volkszählung 1970 insgesamt 303.158 Einwohner.
In der Tabelle wird die Einwohnerentwicklung des alten Landkreises Ludwigsburg bis 1970 angegeben. Alle Einwohnerzahlen sind Volkszählungsergebnisse:
| Datum              | Einwohner |
| ------------------ | --------- |
| 17. Mai 1939       | 140.008   |
| 13. September 1950 | 186.007   |

| Datum        | Einwohner |
| ------------ | --------- |
| 6. Juni 1961 | 243.849   |
| 27. Mai 1970 | 303.158   |

In der Tabelle stehen die Gemeinden des alten Landkreises Ludwigsburg vor der Gemeindereform. Alle Gemeinden gehören auch heute noch zum Landkreis Ludwigsburg.
| frühere Gemeinde               | heutige Gemeinde      | Einwohner am 17. Mai 1939 | Einwohner am 13. September 1950 | Einwohner am 6. Juni 1961 | Einwohner am 31. Dezember 1969 |
| ------------------------------ | --------------------- | ------------------------- | ------------------------------- | ------------------------- | ------------------------------ |
| Aldingen                       | Remseck am Neckar     | 1.570                     | 2.009                           | 3.362                     | 4.611                          |
| Asperg, Stadt                  | Asperg                | 4.399                     | 6.155                           | 8.565                     | 12.671                         |
| Beihingen am Neckar            | Freiberg am Neckar    | 1.285                     | 1.757                           | 3.020                     | 4.788                          |
| Benningen am Neckar            | Benningen am Neckar   | 1.748                     | 2.373                           | 2.821                     | 3.861                          |
| Besigheim, Stadt               | Besigheim             | 3.911                     | 5.308                           | 6.774                     | 7.696                          |
| Bietigheim, Große Kreisstadt   | Bietigheim-Bissingen  | 9.041                     | 12.289                          | 16.649                    | 22.488                         |
| Bissingen an der Enz           | Bietigheim-Bissingen  | 2.942                     | 4.442                           | 7.396                     | 10.163                         |
| Bönnigheim, Stadt              | Bönnigheim            | 3.021                     | 3.961                           | 4.348                     | 5.054                          |
| Erdmannhausen                  | Erdmannhausen         | 1.426                     | 2.020                           | 2.744                     | 3.537                          |
| Erligheim                      | Erligheim             | 642                       | 866                             | 1.121                     | 1.650                          |
| Freudental                     | Freudental            | 565                       | 835                             | 955                       | 1.388                          |
| Geisingen am Neckar            | Freiberg am Neckar    | 797                       | 1.084                           | 1.378                     | 1.965                          |
| Gemmrigheim                    | Gemmrigheim           | 1.704                     | 2.299                           | 2.562                     | 3.922                          |
| Großbottwar, Stadt             | Großbottwar           | 2.134                     | 3.028                           | 3.391                     | 4.150                          |
| Großingersheim                 | Ingersheim            | 1.314                     | 1.740                           | 2.304                     | 3.105                          |
| Großsachsenheim, Stadt         | Sachsenheim           | 1.895                     | 2.834                           | 4.358                     | 6.394                          |
| Hessigheim                     | Hessigheim            | 1.072                     | 1.407                           | 1.381                     | 1.797                          |
| Heutingsheim                   | Freiberg am Neckar    | 1.190                     | 1.675                           | 2.626                     | 4.336                          |
| Hochberg                       | Remseck am Neckar     | 604                       | 856                             | 1.506                     | 2.531                          |
| Hochdorf                       | Remseck am Neckar     | 390                       | 507                             | 857                       | 1.563                          |
| Hof und Lembach                | Großbottwar           | 249                       | 329                             | 441                       | 543                            |
| Hofen                          | Bönnigheim            | 308                       | 422                             | 419                       | 645                            |
| Hohenstein                     | Bönnigheim            | 255                       | 355                             | 448                       | 632                            |
| Höpfigheim                     | Steinheim an der Murr | 644                       | 754                             | 862                       | 1.209                          |
| Kirchheim am Neckar            | Kirchheim am Neckar   | 2.104                     | 3.033                           | 3.639                     | 4.257                          |
| Kleinbottwar                   | Steinheim an der Murr | 709                       | 904                             | 986                       | 1.276                          |
| Kleiningersheim                | Ingersheim            | 444                       | 621                             | 631                       | 829                            |
| Kleinsachsenheim               | Sachsenheim           | 1.083                     | 1.435                           | 1.820                     | 2.324                          |
| Kornwestheim, Große Kreisstadt | Kornwestheim          | 14.570                    | 20.809                          | 26.296                    | 28.574                         |
| Löchgau                        | Löchgau               | 1.512                     | 2.221                           | 2.754                     | 3.810                          |
| Ludwigsburg, Große Kreisstadt  | Ludwigsburg           | 43.505                    | 58.489                          | 73.512                    | 79.538                         |
| Marbach am Neckar, Stadt       | Marbach am Neckar     | 4.347                     | 6.341                           | 9.492                     | 10.545                         |
| Markgröningen, Stadt           | Markgröningen         | 3.772                     | 4.972                           | 7.002                     | 9.506                          |
| Möglingen                      | Möglingen             | 1.469                     | 1.992                           | 3.753                     | 6.901                          |
| Mundelsheim                    | Mundelsheim           | 1.520                     | 1.914                           | 2.135                     | 2.470                          |
| Murr                           | Murr                  | 1.269                     | 1.835                           | 2.199                     | 2.811                          |
| Neckargröningen                | Remseck am Neckar     | 647                       | 932                             | 1.350                     | 1.964                          |
| Neckarrems                     | Remseck am Neckar     | 930                       | 1.231                           | 1.804                     | 3.159                          |
| Neckarweihingen                | Ludwigsburg           | 1.932                     | 2.502                           | 3.658                     | 5.539                          |
| Oberstenfeld                   | Oberstenfeld          | 1.265                     | 1.780                           | 2.205                     | 3.538                          |
| Ottmarsheim                    | Besigheim             | 571                       | 670                             | 641                       | 753                            |
| Pleidelsheim                   | Pleidelsheim          | 1.047                     | 1.602                           | 2.282                     | 3.578                          |
| Poppenweiler                   | Ludwigsburg           | 1.314                     | 1.735                           | 2.217                     | 3.156                          |
| Schwieberdingen                | Schwieberdingen       | 1.493                     | 2.202                           | 3.511                     | 6.087                          |
| Stammheim                      | Stuttgart             | 4.793                     | –                               | –                         | –                              |
| Steinheim an der Murr, Stadt   | Steinheim an der Murr | 1.834                     | 2.557                           | 3.496                     | 4.590                          |
| Tamm                           | Tamm                  | 1.762                     | 2.803                           | 3.935                     | 4.996                          |
| Untermberg                     | Bietigheim-Bissingen  | 379                       | 507                             | –                         | –                              |
| Unterriexingen                 | Markgröningen         | 705                       | 1.079                           | 1.385                     | 1.792                          |
| Walheim                        | Walheim               | 1.266                     | 1.704                           | 1.987                     | 2.686                          |
| Winzerhausen                   | Großbottwar           | 660                       | 832                             | 871                       | 1.024                          |

## Kfz-Kennzeichen
Am 1. Juli 1956 wurde dem Landkreis bei der Einführung der bis heute gültigen Kfz-Kennzeichen das Unterscheidungszeichen LB zugewiesen. Es wird durchgängig bis heute ausgegeben. Durch die Kennzeichenliberalisierung ist seit dem 14. Juli 2014 auch das Unterscheidungszeichen VAI (Vaihingen an der Enz) erhältlich.